# Paso Visviri-Charaña
Paso Visviri-Charaña es un paso de frontera entre la República de Chile y el Estado Plurinacional de Bolivia. Une la comuna chilena de General Lagos en la Región de Arica y Parinacota, con el municipio boliviano de Charaña de la Provincia de Pacajes, en el Departamento de La Paz.
Es un paso ferroviario y carretero, se llega al paso por ruta A-123 y por el ferrocarril Arica-La Paz, la habilitación es permanente, la atención policial más cercana se encuentra en Visviri a 1 km de distancia. La altura del paso es de 4095 m s. n. m.. El horario de atención al público es de 08:00 a 20:00.